# Cofradía del Descendimiento y Santísimo Cristo de la Buena Muerte (Valladolid)
La Cofradía El Descendimiento y Santo Cristo de la Buena Muerte es una de las 20 cofradías que existen, en la actualidad, en la Semana Santa de Valladolid.

## Historia

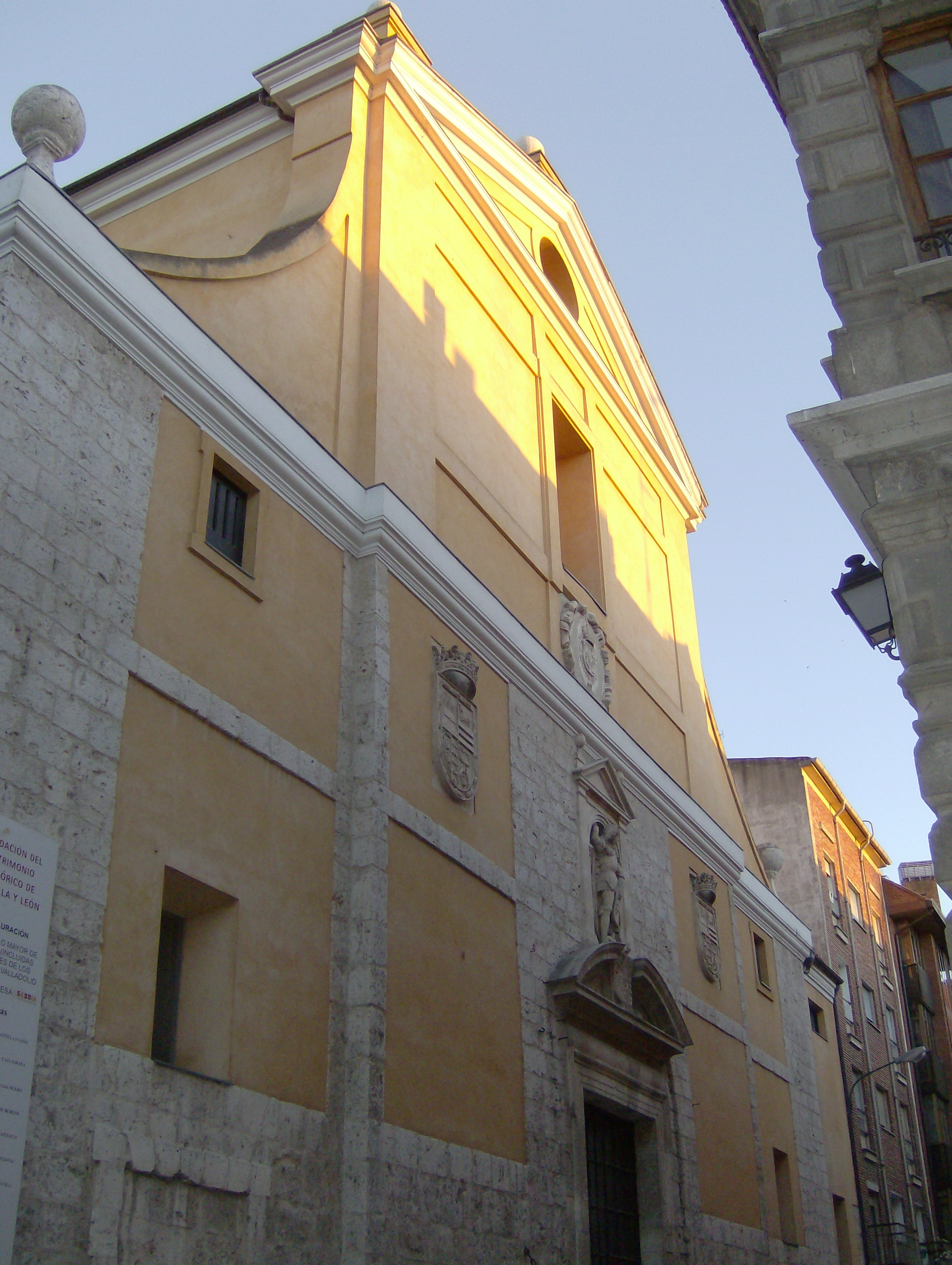
Iglesia de San Miguel y San Julián.

Poco antes de su fallecimiento, el Arzobispo de Valladolid Remigio Gandásegui encargó a Herminio Sanz Pedrosa la fundación de una cofradía encargada de alumbrar en la Procesión General de Viernes Santo el conjunto de El Descendimiento, tallado por Gregorio Fernández en 1623 para la Cofradía Penitencial de la Santa Vera Cruz, en cuya iglesia recibe culto. Aquél deseo se vio materializado el 26 de marzo de 1939, reuniéndose sesenta cofrades fundadores en la sacristía de la Real Iglesia de San Miguel y San Julián junto con el párroco de ésta, Agustín Rodríguez Mostaza. En el acta fundacional se nombró Presidentes de Honor a los entonces Jefe del Estado Francisco Franco y Arzobispo de Valladolid, Antonio García García. Unos días después participaron en la Procesión General de la Sagrada Pasión del Redentor sin hábito y medalla, dada la premura de las fechas.
Al año siguiente vistió un curioso hábito formado por verde y capa encarnada y terciada, con turbante trenzado en verde y rojo del que surgía un velo que cubría el rostro, colores inspirados en el hábito que porta San Juan en el mencionado paso. Fue en 1941 cuando se adoptó el vigente, aunque en la actualidad los pasos de la cofradía son escoltados por cuatro cofrades con el atuendo primitivo.
En 1951 se crea para la tarde de Jueves Santo la Procesión de Nuestra Señora de la Amargura, en colaboración con las Cofradías del Santo Cristo del Despojo y de la Exaltación de la Cruz, donde alumbrarán el grupo escultórico llamado El Monte Calvario, ubicado en la Capilla de la Buena Muerte de la Real Iglesia Parroquial de San Miguel y San Julián de Valladolid, capilla en que se encontraba instituida la Congregación de la Buena Muerte. Esta congregación tenía por misión acompañar y ayudar a bien morir a todas las personas que así lo desearan, incluso los reos condenados a muerte, así como recorrer el vecindario pidiendo limosna para abonar el entierro de los que no disponían de medios. En los años cincuenta había disminuido notablemente en su actividad, produciéndose en 1954 la fusión con la Cofradía, que añadió a su nombre el de Santísimo Cristo de la Buena Muerte. La cofradía participó en esta procesión, llamada desde 2011 de la Amargura de Cristo, hasta su supresión en 2019.
En 1995 solicitó una nueva procesión en la medianoche de Jueves Santo, con el objetivo de poder alumbrar la imagen de Cristo Yacente debida a Gregorio Fernández y conservada también en la Capilla de la Buena Muerte. El estado de la talla no aconsejaba su salida, por lo que a instancias del Director del Museo Nacional de Escultura Luis Luna Moreno, optaron por alumbrar el Yacente que del mismo autor se conserva en la iglesia de San Pablo, de la Orden de los Dominicos, una imagen que la comunidad procesionó por las calles aledañas al templo en Viernes Santo hasta 1906 y que ya aparece en la Historia de Valladolid de Manuel Canesi Acebedo de 1750. En 2008, y tras una completa restauración, el Yacente de la Capilla de la Buena Muerte fue alumbrado en procesión.
El 29 de diciembre de 2013, la Junta General nombró Patrón de la Cofradía al Beato Bernardo de Hoyos, jesuita y primer apóstol del Sagrado Corazón de Jesús en España, muy vinculado a la Real Iglesia de San Miguel y San Julián por haber sido en tiempos de aquél Casa Profesa de los Jesuitas y donde la tradición señala su enterramiento. Este nombramiento supuso una vinculación de la cofradía con la procesión del Sagrado Corazón de Jesús, donde acompañan a la imagen del beato, así como a su localidad natal, Torrelobatón, donde cada Lunes Santo colabora con la cofradía local del Santo Sepulcro en su Procesión del Rosario.
Tras la supresión de la Procesión de la Amargura de Cristo, en el contexto de la reforma procesional llevada a cabo por el Obispo Auxiliar de Valladolid Luis Argüello, se crea para el mismo día y hora la Procesión de la Amargura en el Monte Calvario, en la que la cofradía acude a la Catedral para realizar Estación de Penitencia alumbrando los pasos de El Monte Calvario  y la Virgen de la Amargura, esta última también conservada en la Capilla de la Buena Muerte.

## Imágenes

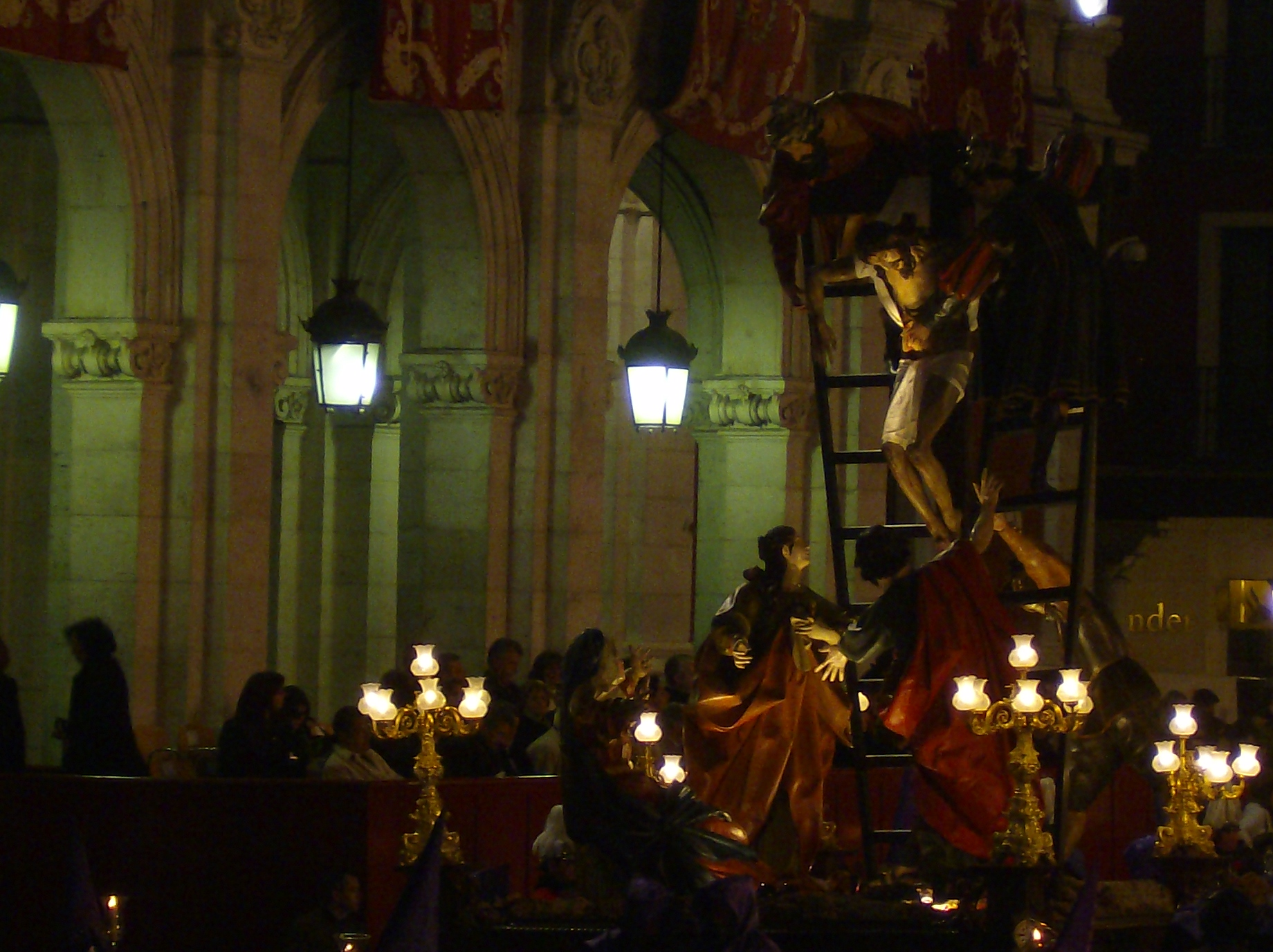
El Descendimiento a su paso por la Plaza Mayor.

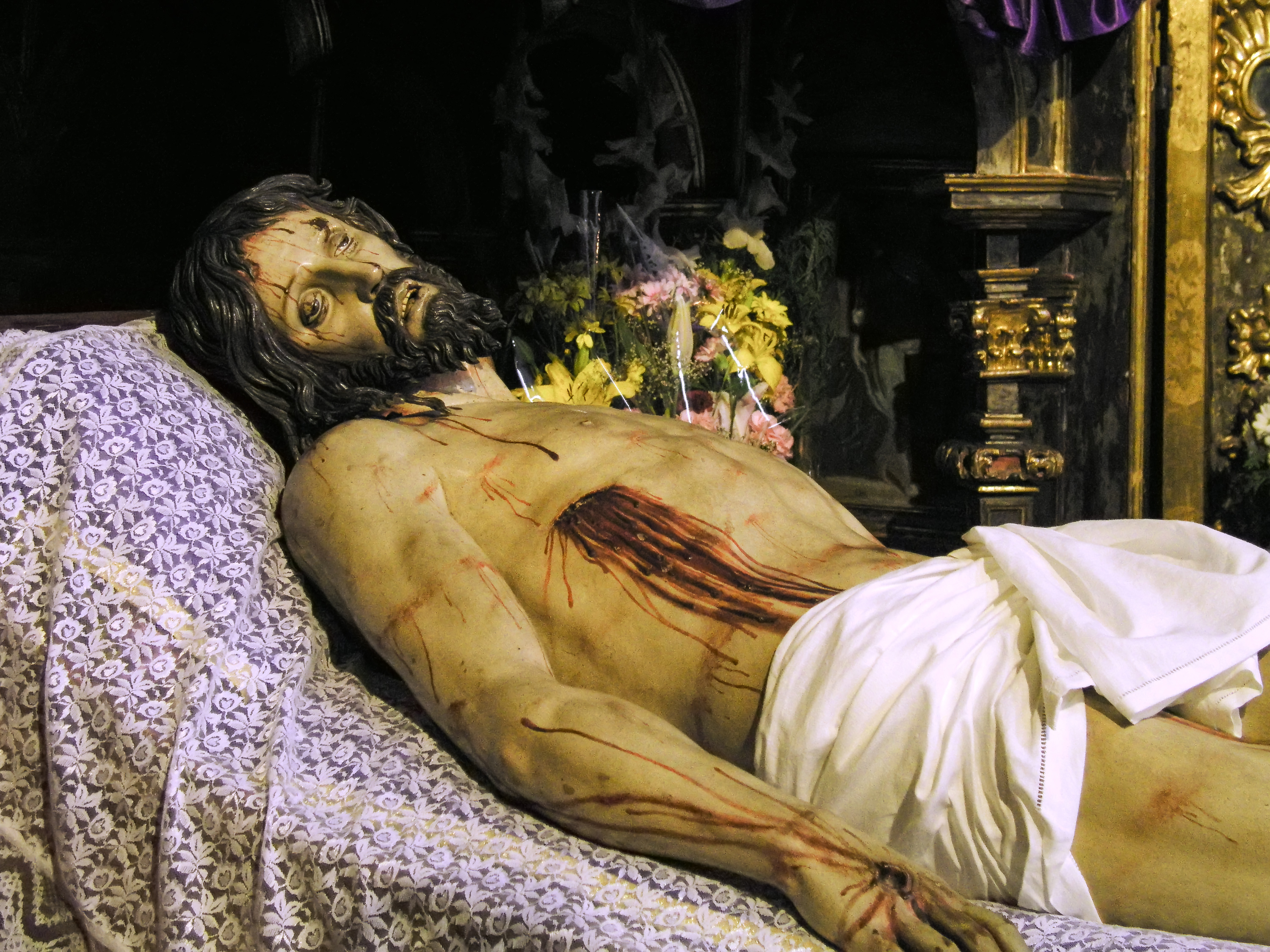
Cristo Yacente en la Real Iglesia de San Miguel y San Julián.

#### El Descendimiento
Fue encargado por la Cofradía de la Vera Cruz a Gregorio Fernández, conservándose en su iglesia penitencial, pero procesionando como paso titular de esta cofradía. Parece inspirado en pinturas de Pedro de Campaña, mientras que la disposición de dos escaleras, una a cada lado de la cruz, procede de las Meditaciones sobre la Pasión de San Buenaventura. Está formado por siete figuras: Cristo, descendido de la Cruz por Nicodemo y José de Arimatea, un sayón que desclava a Cristo al pie de la Cruz, la Virgen, San Juan y María Magdalena. Fue entregado en 1624 y desfiló por primera vez en 1625. La cofradía no cumplió con los pagos y la viuda del escultor, María Pérez, pleiteó con ella después de fallecer su esposo, constando que en 1661 reclamó por este concepto unos mil ducados.
Se trata del primer conjunto procesional realizado en madera policromada y a tamaño natural que trata este pasaje evangélico, siendo copiado por escultores posteriores para los pasos que de esta escena se realizaron en el siglo XVII para las localidades de Medina de Rioseco, Villalón de Campos y Sahagún. Sin embargo, esta temática no llegó a explorarse en profundad hasta el siglo XIX, tanto por la complejidad y coste de estas escenas como por el arraigo que en España tenía la tradición tardomedieval de teatralizar el Descendimiento, a través de las ceremonias del Desenclavo. Con anterioridad a su hechura, consta que Alonso Tamayo y Felipe Barrojo realizaron un conjunto de vestir y tamaño inferior al natural para la Hermandad de la Soledad de Guadalajara, mientras que la Cofradía de la Vera Cruz de Valladolid tenía un pequeño paso de papelón con esta escena en 1605, como relata Tomé Pinheiro da Veiga en su Fastiginia.
La figura de Cristo es el único crucificado tallado por Fernández íntegramente, incluidos los genitales, que son cubiertos por un paño de pureza. La talla de la Virgen fue separada del conjunto y comenzó a desfilar independiente en 1745, por la gran devoción que despertaba, pasando a denominarse como la Dolorosa de la Vera Cruz, siendo reemplazada en el paso por una de estética muy similar realizada por Pedro Sedano en 1767.
Pesa tres toneladas y media y se le conoce con el apelativo de El Reventón, porque en 1741, según relata Ventura Pérez, al entrar en su iglesia, se inclinó de forma que un portador murió aplastado contra una de las pilastras de la fachada. Ello provocó que fuera el primer paso que desfilara en Valladolid sobre una plataforma con ruedas. La actual, de 1891 y costeada por el entonces Arzobispo Mariano Miguel, es una doble plataforma hidráulica que se eleva y ensancha una vez ha salido de la iglesia, rematada por seis candelabros de bronce, adquiriendo unas dimensiones majestuosas.

#### El Monte Calvario
Datado en el segundo tercio del siglo XVIII, inicialmente fue atribuido a Pedro de Suárez, pero las investigaciones del que fuera Director del Museo Nacional de Escultura Jesús Urrea hicieron virar la autoría de la figura de Cristo, llamado de la Buena Muerte, a Juan de Juni (siglo XVI), y la de la Virgen, San Juan y la Magdalena a Juan Alonso Villabrille y Ron, por la semejanza que estas últimas presentan con los bustos que este escultor realizó para la Basílica de San Isidoro de León, así como con una Dolorosa conservada en el Convento de San Quirce y Santa Julita procedente de la iglesia de San Miguel.
Se trata de un conjunto de tamaño algo inferior al natural y con policromía un punto brillante. Cristo crucificado mira a la Virgen y a San Juan, mientras María Magdalena se encuentra arrodillada abrazando la cruz desde atrás. Preside el cuerpo superior del retablo de la Capilla de la Buena Muerte, en la Real Iglesia de San Miguel y San Julián.

#### Cristo Yacente
Obra de Gregorio Fernández, su datación ha sido discutida. Consta un encargo realizado en 1627 a Diego de la Peña y Jerónimo de Calabria para policromar dos imágenes de Fernández, una precisamente para esta iglesia, no identificando la talla. En opinión de Jesús Urrea, se trata de una de las últimas obras del autor, realizada con posterioridad a 1631 -el escultor fallecería en 1636- y de una calidad excepcional, con la particularidad de ser el único Yacente de toda la serie que esculpió que se encuentra tallada completa, exenta, desnuda y con la espalda policromada. Un paño de pureza cubre los genitales. Una leyenda cuenta que, al fallecimiento de Fernández se abrió su taller, donde se encontró un Yacente finalizado, que se identificaría con éste.
La imagen se dispone habitualmente en un diván a los pies del altar de la Capilla de la Buena Muerte. Este altar presenta una estructura casi teatral, con elementos que disminuyen en profundidad y bambalinas, al mismo tiempo que las paredes y el suelo tienden a acercarse, formando una suerte de sepulcro destinado a albergar la imagen, que estaría fuera de la vista en determinadas épocas del año.

#### Virgen de la Amargura

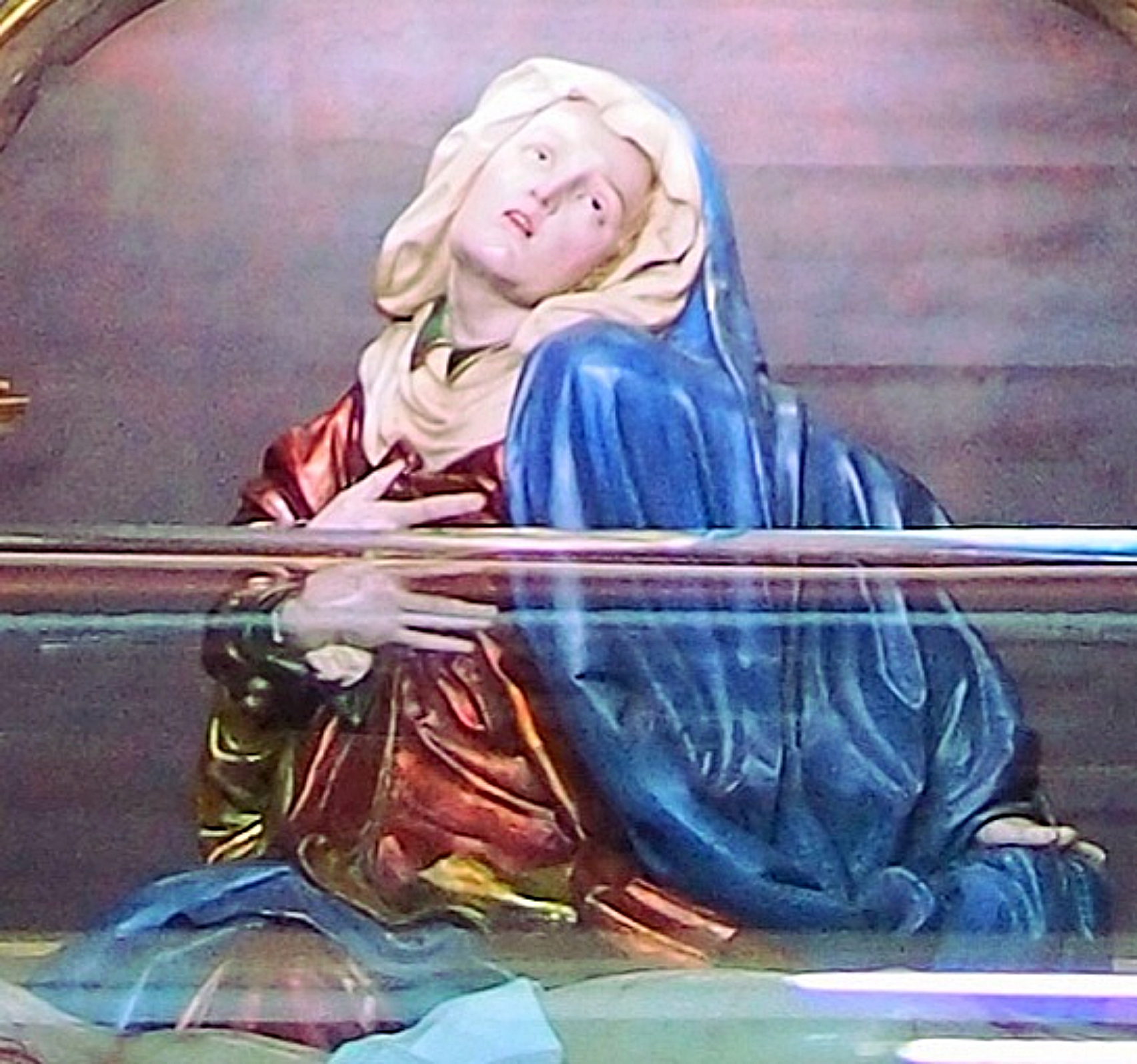
Virgen de la Amargura.

Se trata de una dolorosa de tamaño algo inferior al natural, inicialmente atribuida a Pedro de Sierra (h. 1738) y posteriormente a Juan Alonso Villabrille y Ron por Jesús Urrea. Sigue el modelo iniciado por Juan de Juni con la Virgen de las Angustias para la cofradía vallisoletana del mismo nombre. Poseía una corona y siete cuchillos clavados en el pecho, elementos que fueron suprimidos en la última restauración.
La imagen comenzó a salir en procesión en 1951, alumbrada por la Cofradía del Santo Cristo del Despojo en la Procesión de la Amargura, razón por la que se la conoce con éste nombre, pudiendo ser el original el de Dolorosa de la Esperanza, pues aparece en un catálogo de la Compañía de Jesús de 1739 una talla con este nombre venerada en la Capilla de la Buena Muerte. En 1998 y debido a su mal estado de conservación, la iglesia de San Miguel retiró la autorización para procesionarla, por lo que aquella cofradía encargó a José Antonio Hernández Navarro la realización de una nueva talla, iconográficamente diferente a ésta, que empezó a desfilar en 2000. La cofradía del Descendimiento ya venía celebrando un triduo en su honor en el mes de mayo desde 1998, por lo que, tras una restauración integral, solicitó en 2022 a la iglesia de San Miguel la posibilidad de alumbrarla en su procesión de Jueves Santo, regresando de esta manera a las calles vallisoletanas.

## Salidas procesionales

#### Procesión de la Amargura en el Monte Calvario
El Jueves Santo a las 18.30 horas parte de la Real Iglesia de San Miguel y San Julián esta procesión con destino a la Catedral donde parará delante de la Iglesia de Jesús donde realiza un acto con la Cofradía Penitencial de Nuestro Padre Jesús Nazareno y en la Iglesia de Santiago donde realizara el acto con la Cofradía de las Siete Palabras hasta llegar hacer Estación de Penitencia, alumbrando los pasos de El Monte Calvario y la Virgen de la Amargura. A su regreso, realiza un acto de oración en la Iglesia del monasterio de San Benito el Real.

#### Procesión de Cristo al Humilladero
En la medianoche de Jueves Santo, la cofradía porta a hombros la imagen de Cristo Yacente por las calles del entorno de San Quirce, llegando hasta la Plaza de San Pablo, donde se realiza un acto de oración y reflexión ante la cruz del humilladero situado en el medio de la plaza.

#### Procesión General de la Sagrada Pasión del Redentor
El Viernes Santo a las 19:30 horas), la cofradía alumbra su paso titular.
En todas sus procesiones, el acompañamiento musical corresponde a su Banda de Cornetas y Tambores.
Además, desde 2014, en la noche de Lunes Santo colabora con la Cofradía del Santo Sepulcro de Torrelobatón, localidad natal del Beato Bernardo de Hoyos, en su Procesión del Santo Rosario, donde son portadas sendas imágenes de Cristo Crucificado y la Virgen Dolorosa. El tercer misterio se reza frente a la casa natal del beato.

## Otros actos
Celebra en Cuaresma el Triduo al Santo Cristo de la Buena Muerte y el Quinario en honor al Descendimiento. En el mes de mayo celebra el Triduo en honor a la Virgen de la Amargura y, en noviembre, una misa por los cofrades difuntos, con especial mención a los del mismo año.
En el mes de junio participa en la Procesión del Sagrado Corazón de Jesús acompañando una imagen del Beato Bernardo de Hoyos que se custodia en la Basílica Nacional de la Gran Promesa.

## Distinciones

### Hermano Mayor Honorario
Juan Carlos I, Rey de España, según credencial de aceptación de 24 de marzo de 2004.

### Cofrades de Honor
- Alcalde de Valladolid. No confundir este título con la condición de cofrade de número que, a título personal, ostenta el actual alcalde de la ciudad, Óscar Puente Santiago.
- Presidente de la Diputación Provincial de Valladolid.
- Real Iglesia de San Miguel y San Julián.
- Padres Dominicos de San Pablo.
- Reverendas Madres Concepcionistas.
- Reverendas Descalzas Reales.
- Luis Luna Moreno (1950-2018), Director del Museo Nacional de Escultura.
- Ángel Martín García, escultor.
- Ángel María de Pablos, poeta.
- Javier Burrieza Sánchez, historiador.